# Howard Stern
Howard Allan Stern (Nova Iorque, 12 de janeiro de 1954) é um locutor de rádio, humorista, escritor americano e fotógrafo.
Controverso e autoproclamado "The King of All Media (O Rei de Todas as Mídias)", é conhecido pelo seu humor escatológico, sexual e racial.

## Controvérsia
Poucos dias depois após o assassinato da cantora Selena, o radialista Howard Stern zombou de sua morte, bem como da tristeza de seus fãs, e criticou sua música. Ele disse: "Essa música não faz absolutamente nada para mim. Alvin e os Esquilos têm mais alma. (...) O povo espanhol têm o pior gosto musical. Eles não têm profundidade". Os comentários de Stern indignaram e enfureceram a comunidade hispânica do Texas. Além disso, o radialista tocou as músicas da cantora com ruídos de tiros no fundo. Depois de receber um mandado de prisão por conduta desordenada, Stern fez uma declaração em espanhol durante seu programa de rádio, dizendo que seus comentários não foram feitos para causar "mais angústia para sua família, amigos e aqueles que a amavam". A League of United Latin American Citizens pediu um boicote ao programa de Stern, descrevendo suas desculpas como "inaceitáveis". Lojistas do Texas removeram todos os produtos relacionados ao radialista. As empresas Sears e McDonalds enviaram uma nota para a imprensa expressando suas desaprovações aos comentários de Stern, pois fãs acreditaram que elas patrocinavam seu programa. Dentro de uma semana, Stern e Robin Quivers, seu co-apresentador afro-americano, foram questionados no programa The Tonight Show with Jay Leno se as declarações do radialista em relação à Selena eram aceitáveis. Quivers decidiu não falar sobre a situação, a fim de evitar discussão com Stern. Quando a cantora pop de ascendência mexicana Linda Ronstadt apareceu na atração, Ronstadt e Quivers rapidamente iniciaram uma discussão quando ela defendeu Selena.